# Rudolf Moroder

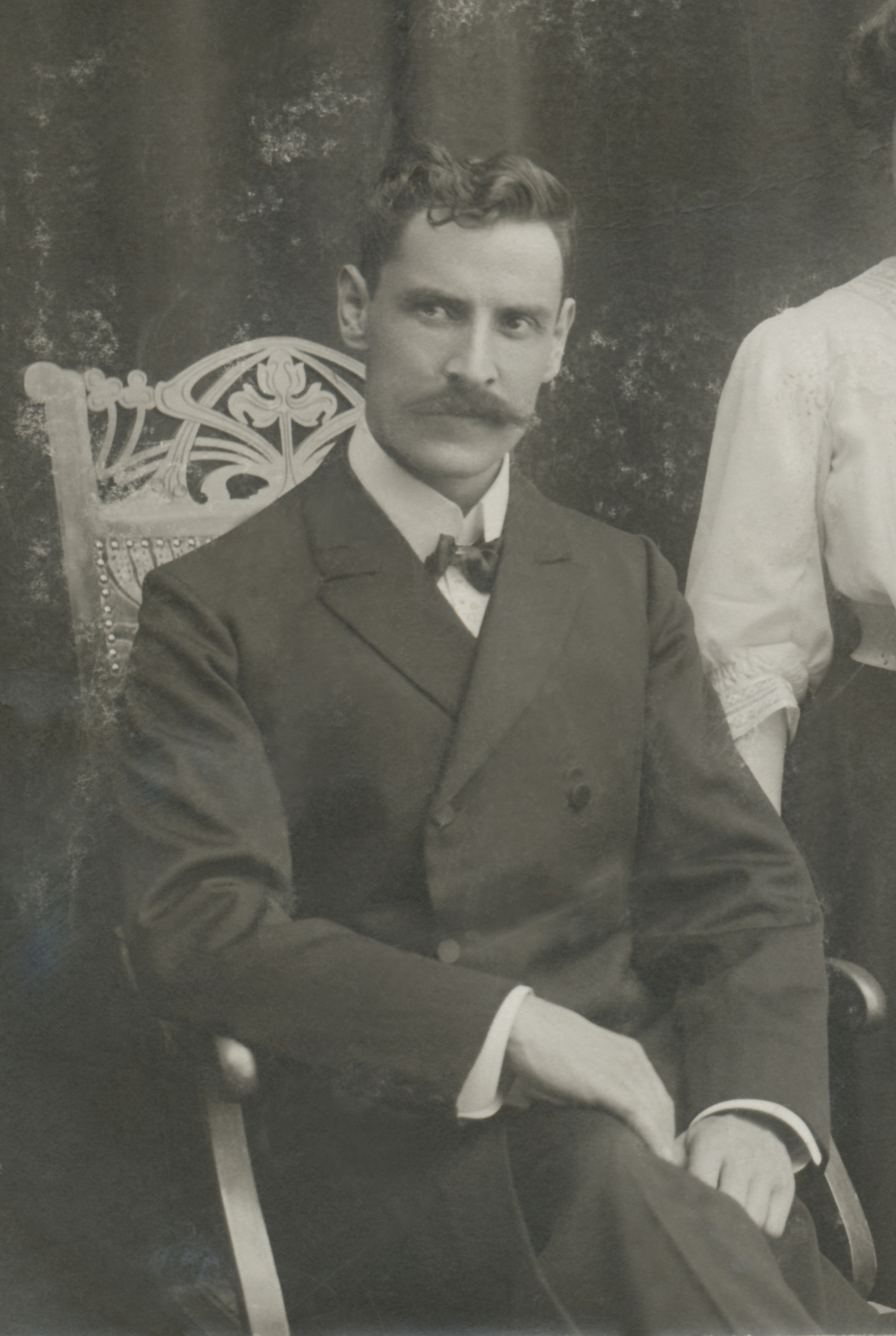
Rudolf Moroder, um 1905

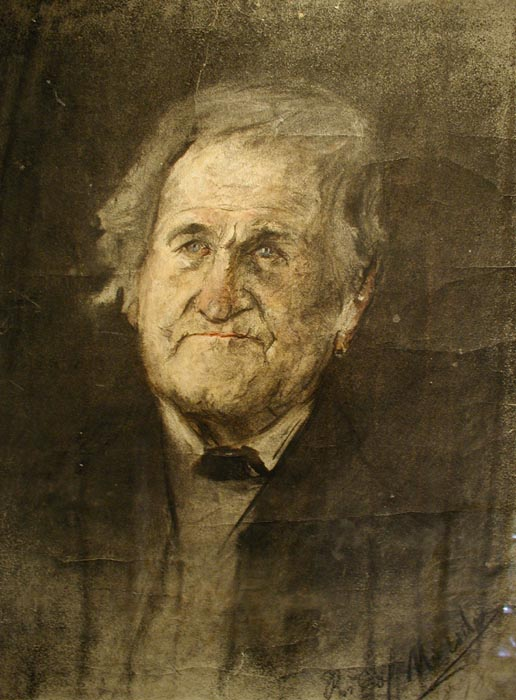
Porträt, gezeichnet von Rudolf Moroder

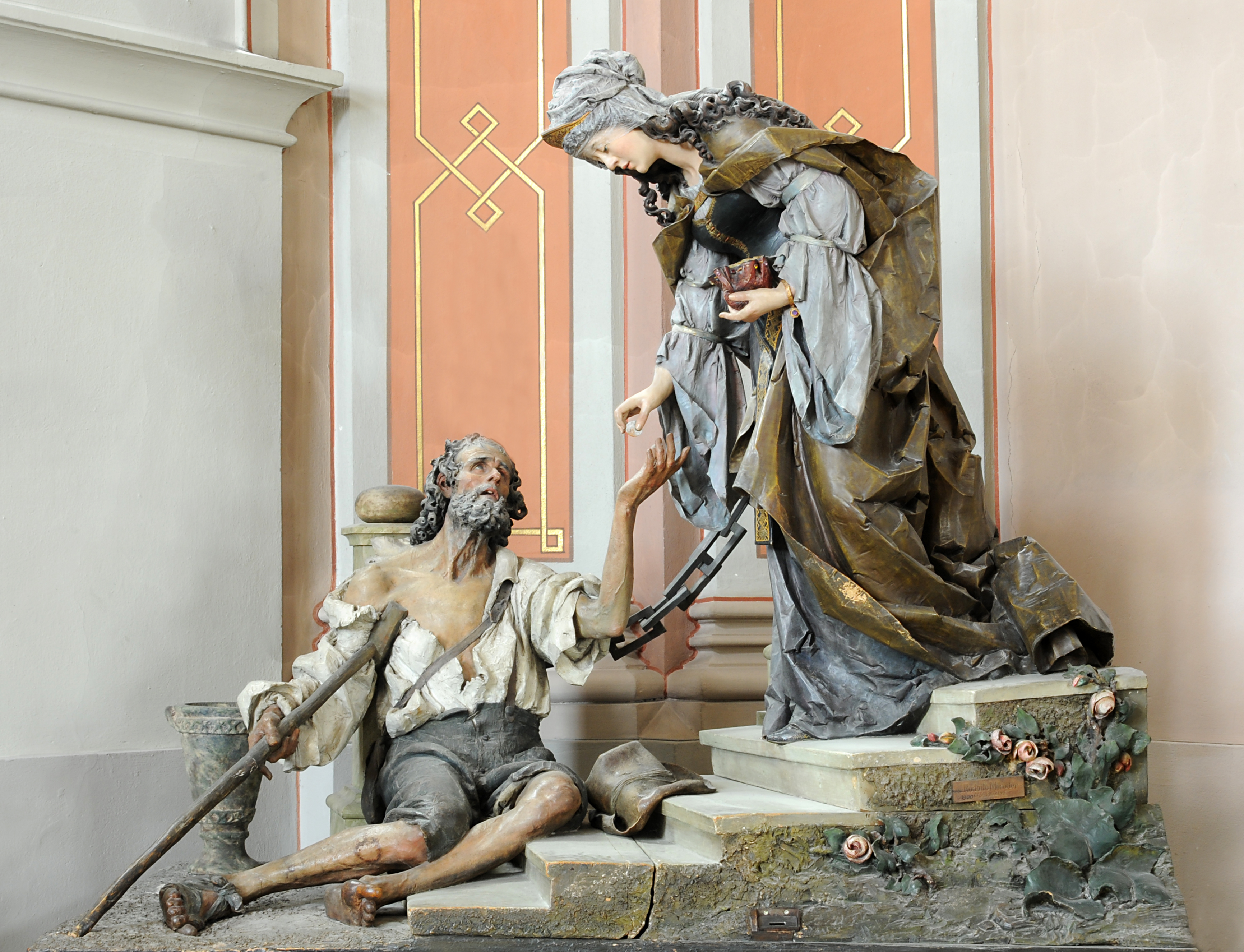
Hl. Elisabeth von Thüringen mit Bettler des Rudolf Moroder, polychromiert von dem St. Ulricher Faßmaler Christian Dellage

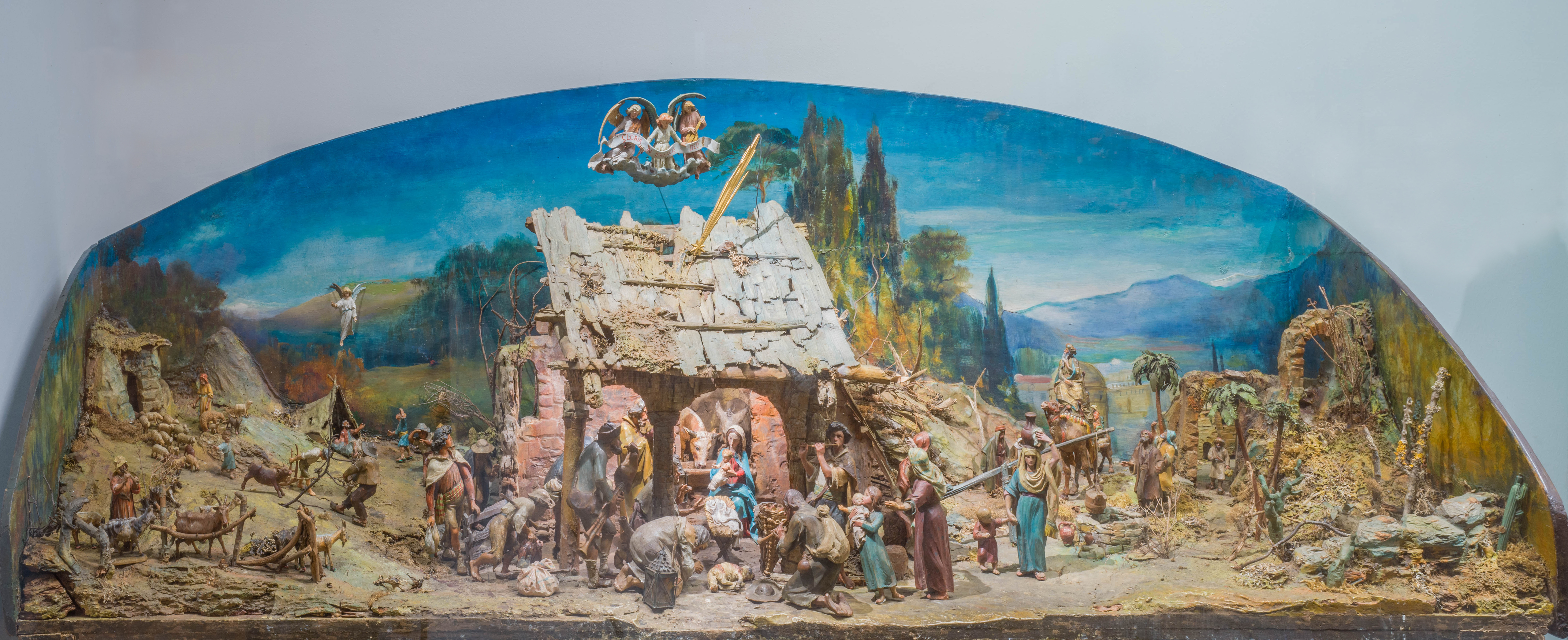
Weihnachtskrippe mit 50 Figuren, die Rudolf Moroder fūr seine Braut als Hochzeitsgeschenk 1910 geschnitzt hat. Die Krippe wurde von Josef Moroder Lusenberg, sein Onkel, bemahlt.

Rudolf Moroder Lenèrt (* 26. Januar 1877 in St. Ulrich in Gröden, Österreich-Ungarn; † 22. Dezember 1914 in Radłów, Galizien) war ein Südtiroler Bildhauer für sakrale Kunst aus der Künstlerfamilie Moroder in Gröden und Offenburg (Baden). Mit seinem Bruder Eduard führte er die einst von seinem Vater und dessen Bruder begründete Firma Gebrüder Moroder.

## Leben
Rudolf Moroder wurde 1877 in St. Ulrich in Gröden als zweites von 14 Kindern und Sohn von Franz Moroder und Marianna Moroder (Schwester des akademischen Malers Josef Moroder Lusenberg) geboren (Sein älterer Bruder Eduard war am 26. Januar 1876 geboren worden – dieser starb am 22. Juni 1913. Weiter Brüder waren Johann, der ebenfalls im Familienunternehmen mitwirkte, und Karl).
Nach einer mit 14 Jahren begonnenen vierjährigen Lehre beim Bildhauer Anton Runggaldier (Tone da Passua) in St. Ulrich war Rudolf Moroder vom 5. Oktober 1894 bis Juni 1898 Geselle im Kunstatelier des Holzbildhauers Franz Tavella. Es folgte eine Militärzeit bei den Kaiserjägern in Wien, wo er seinen künstlerischen Interessen nachgehen konnte. Er trat in das Atelier seines Vaters ein und schuf dort die auf der Weltausstellung in Paris 1900 ausgestellte Figurengruppe Die hl. Elisabeth einen Bettler beschenkend.
Ab 1903 lebte er zeitweise, von 1912 bis 1914 ständig als Leiter der Großwerkstatt für kirchliche Kunst Gebrüder Moroder in Offenburg (ehemals Franz Joseph Simmler).
Im Jahr 1910 heirate Moroder die aus Meran stammende Josefine Leimstädtner (1888–1959). Das erste Kind des Paares hieß Siegfried und wurde 1911 in St. Ulrich geboren. Nach dessen Geburt zog die Familie nach Offenburg, wo am 15. November 1913 der zweite Sohn, Rudolf (gestorben 2006 in St. Ulrich), geboren wurde. Ebenfalls in Offenburg wurde Anna Maria (am 4. April 1915) geboren.
Nach dem 18. Juli 1914 reiste Moroder von Offenburg geschäftlich nach Schlesien (am 28. Juli, dem Tag der Kriegserklärung Österreichs gegen Serbien und dem Beginn des Ersten Weltkrieges, befand er sich in Oppeln) und beaufsichtigte in St. Annaberg die Aufstellung der ersten zwei Stationen des von den Franziskanern des bekannten Wallfahrtsortes in Auftrag gegebenen monumentalen Kreuzweges. Kurze Zeit nach seiner Rückreise nach Offenburg wurde er zum österreichischen Heer eingezogen. I November diente er bei einer Einheit in Vermiglio im Valle die Sole-Trentino. Rudolf Moroder wurde am 22. Dezember 1914 zusammen mit anderen österreichischen Soldaten in einer Hütte an der Front in Galizien von Russen mit dem Bajonett tödlich verwundet und liegt in Radłów begraben.
Einer seiner Schüler war der Bildhauer Vigil Pescosta.
Nach dem frühen Tod von Rudolf Moroder erhoffte sein Vater Franz Moroder zunächst die Rückkehr des in Galizien vermissten Sohnes Karl Moroder (1879–1914), damit dieser das Offenburger Geschäft übernehmen könne. Eigentlicher Leiter des Unternehmens war ab 1915 Franz Simmler, der ehemalige Eigentümer.

## Werke
Moroder arbeitete überwiegend im neugotischen und im neobarocken Stil. Die im Alter von 21 Jahren 1898 in Holz geschaffene Gruppe der Hl. Elisabeth von Thüringen mit Bettler wurde bei der Weltausstellung 1900 in Paris (im „Château Tyrolien“) mit einer Goldmedaille („in der Gruppe III, Classe 66“) ausgezeichnet. Das Werk ist in der Rosenkranzkapelle der Pfarrkirche in St. Ulrich ausgestellt. Ein weiteres Werk, des Hl. Petrus steht links vom Hauptaltar der Pfarrkirche in St. Ulrich. In seiner 1902 errichteten Werkstatt im Haus Lenèrt in St. Ulrich arbeitete auch sein Schwager Ludwig Moroder (1879–1953). Die künstlerische Tätigkeit Rudolfs erstreckte sich besonders auf die Großwerkstatt für kirchliche Kunst der Gebrüder Moroder in Offenburg, wo er Modelle und Bildhauerwerke für Kirchen wie etwa in Villingen (Münster), Offenburg, Koenigshofen, Altenau, Kappelrodeck, Oberachern, Baden-Baden (St. Bernhard) und Rotenfels erstellte. Er schuf auch vierzehn Kreuzwegstationen in Relief für die Pfarrkirche St. Anna in Schlesien. Von Moroder stammt auch die Kreuzigung Christi, die heute in der Krypta der Dreifaltigkeitskirche in Offenburg ausgestellt ist.

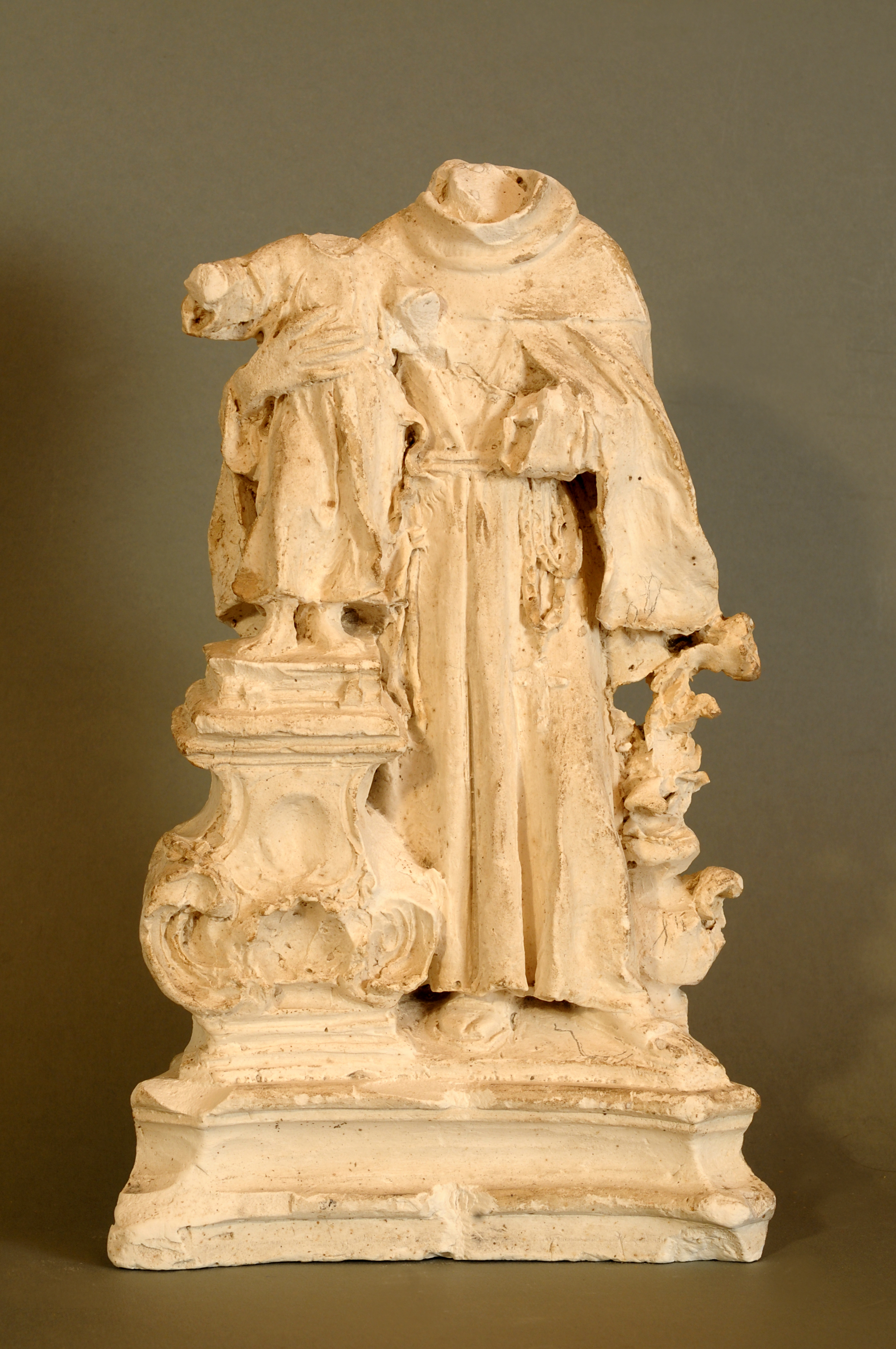
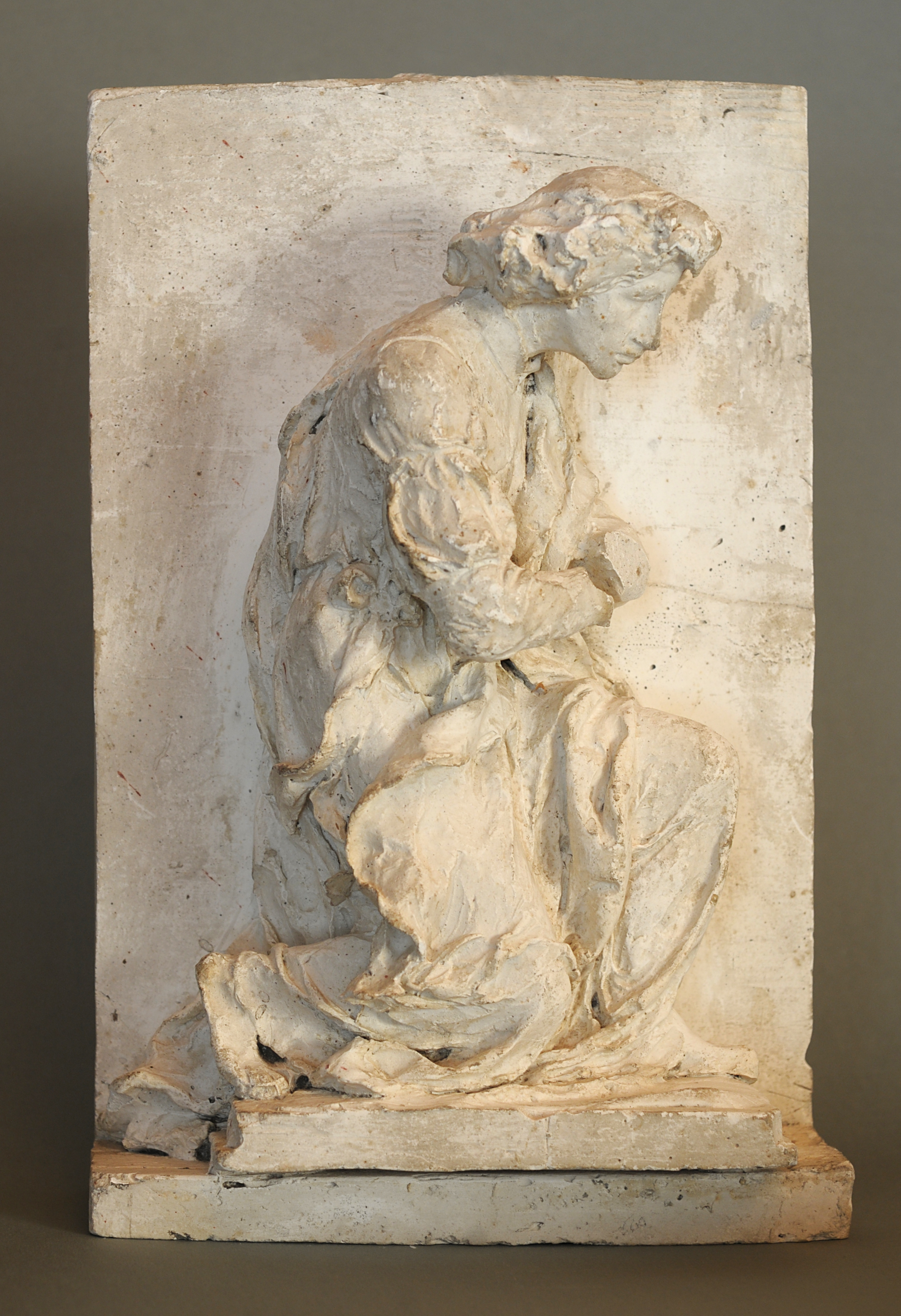
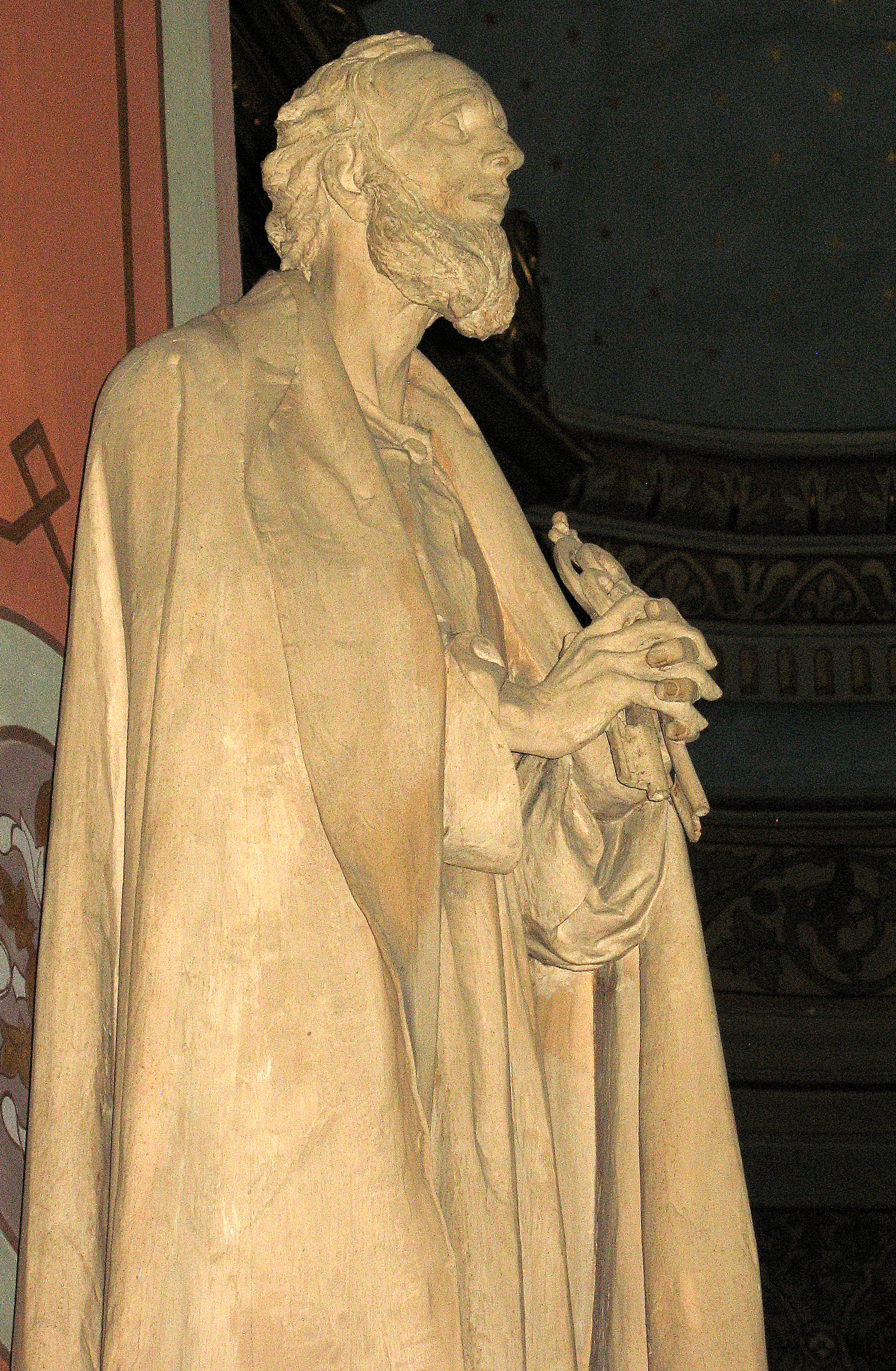
Holzstatue des Hl. Petrus von 1907, in der Pfarrkirche St. Ulrich in Gröden
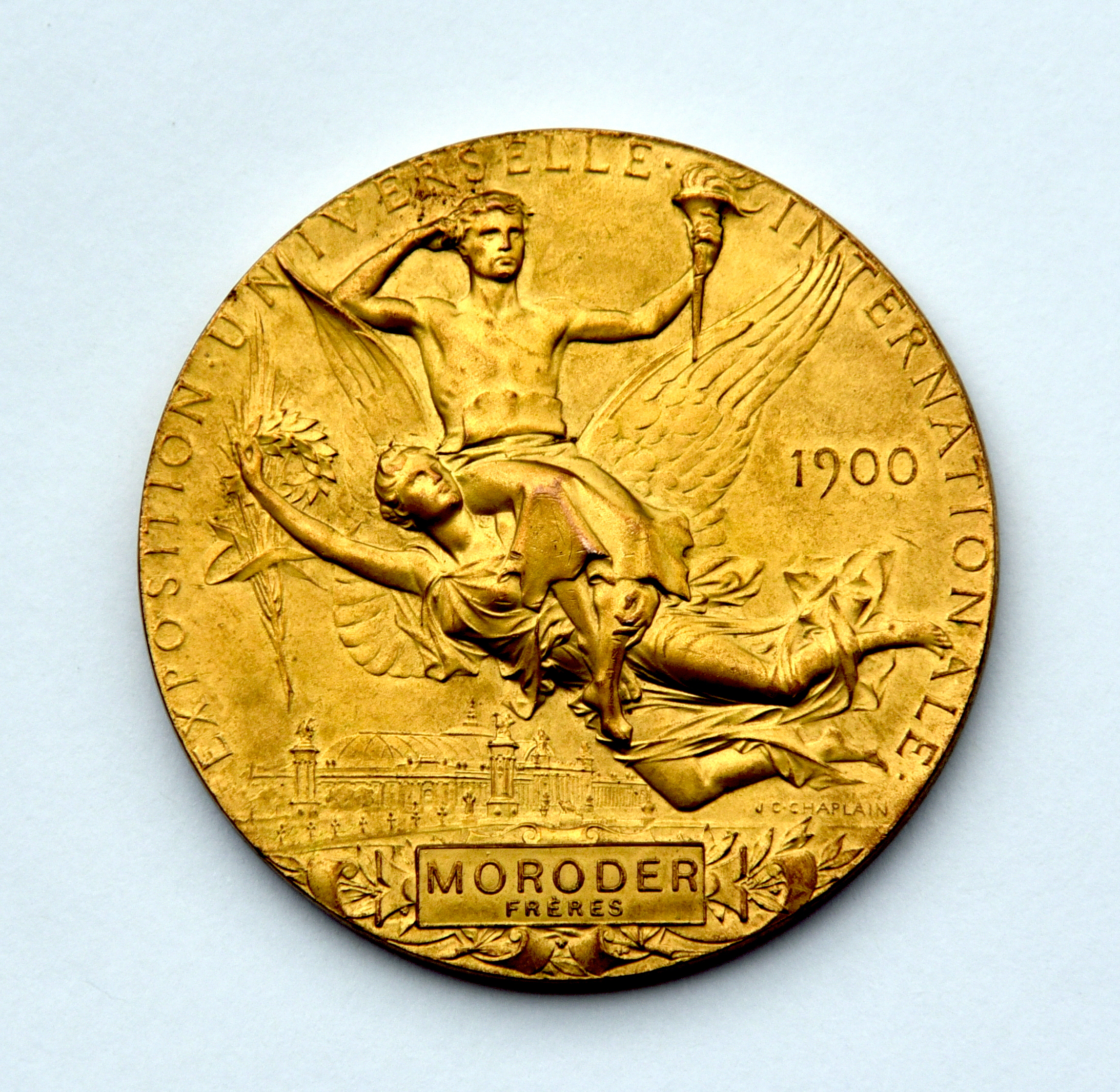
Goldmedaille der Weltausstellung in Paris 1900
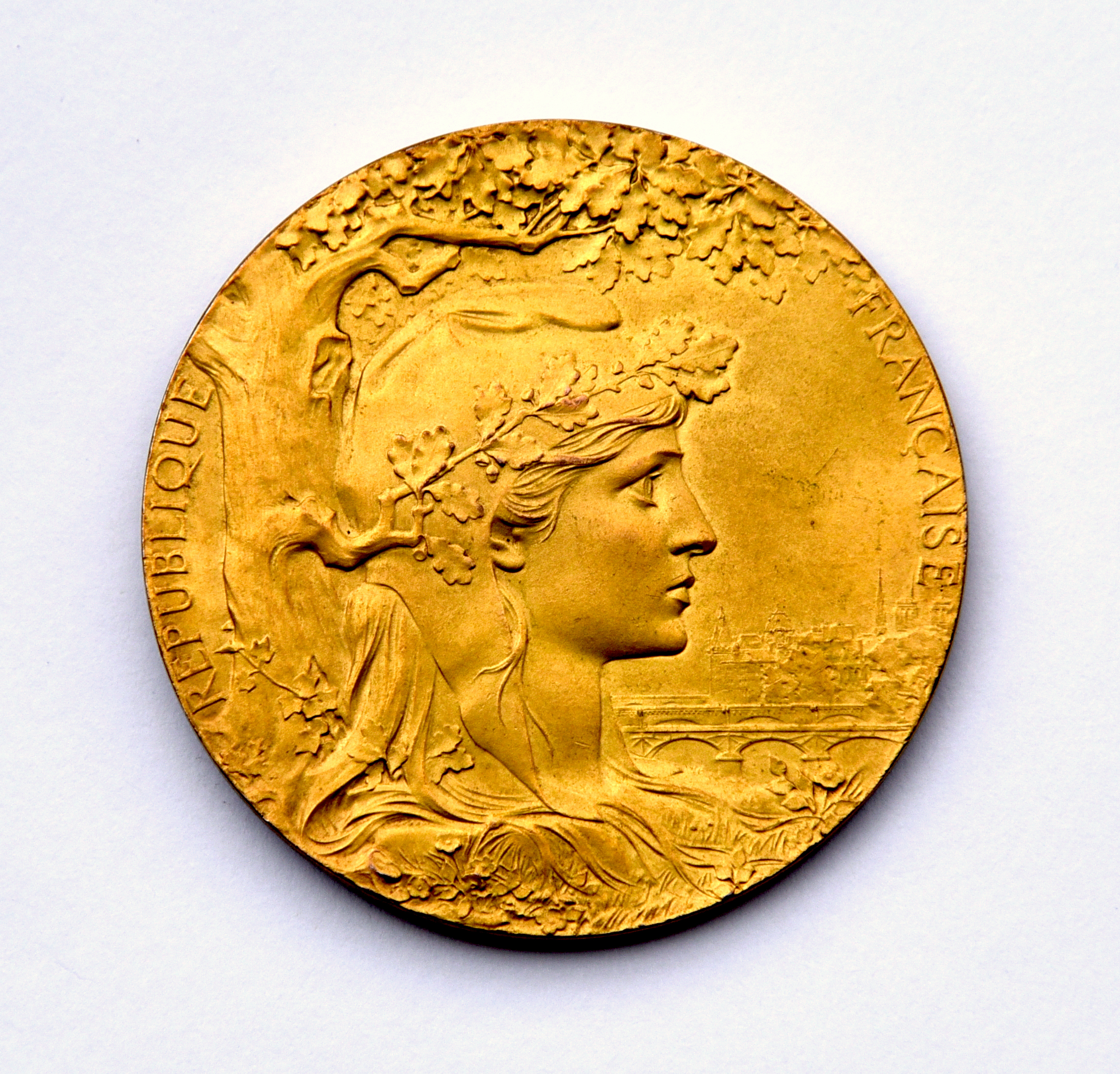
Revers der Goldmedaille